# Linie (Einheit)
Die Linie (auch línea oder linia) ist ein altes Längenmaß der Feinmechanik und zwar 1⁄10 oder 1⁄12 des zu Grunde liegenden Zolls. Das ältere Duodezimalsystem mit 1⁄12 Zoll oder 1⁄144 Fuß wurde später durch das dezimale abgelöst. Die Linie konnte (duo)dezimal in die kleinere Einheit, den Punkt, geteilt werden; so waren
- 1 Linie = 12 bzw. 10 Punkte = 12 Haarbreiten

Da der Fuß oder das Zoll regional verschieden waren, wies auch die Linie unterschiedliche Werte auf. Beispiele sind:
- 1 Pariser Linie / ligne = 2,2558 mm[2]
- 1 bayerische Linie = 2,0268 mm[3]
- 1 rheinländische Linie = 2,18 mm[2]
- 1 spanische Linie / línea = 1,9 mm
- 1 polnische Linie / linia = 2,0 mm
- 1 russische Linie / линия, linija = 2,54 mm
- 1 Wiener Linie = 2,195 mm
- 1 Wiener Linie = 49⁄50 Pariser Linien = 2,24 mm[4]

Die Pariser Linie (abgekürzt ‴) setzte sich als sowohl mit Strich (= 1⁄10 Zoll) als auch millimètre bezeichnetes Referenzmaß durch.
Bis heute ist die auf diversen, teilweise noch in Gebrauch stehenden Messgeräten vorhandene Pariser Linie wichtig. Auf Basis dieses Maßes wurde beispielsweise bis etwa 1950 die Einteilung der Parswerte auf dem Glaskörper der Libellen vorgenommen. Neuere Libellen werden hingegen in Einheiten von genau 2 mm graviert.
Das verbreitete, bis heute weltweit verwendete Schusswaffenkaliber 7,62 mm entspricht drei russischen Linien. Es wurde um 1900 mit dem sogenannten Dreiliniengewehr eingeführt.

## Linie in der Uhrmacherei
In der Uhrentechnik und in der Uhrmacherei war die Pariser Linie, auch Ligne genannt, als Maß für das Kaliber (Werkdurchmesser) gebräuchlich. Eine Linie entspricht 2,256 mm. Diese Bezeichnung ist von den schweizerischen Taschenuhrenfabriken eingeführt worden, die ihre Erzeugnisse auf der ganzen Welt vertrieben und die Größen der Werke in „Linien“ (lignes) bezeichneten. Ursprünglich wurden die Größen in „Pariser Zollen“ (pouces) angegeben. Diese Einheit erwies sich aber sehr bald als zu groß, weil man dabei ständig mit Bruchteilen arbeiten musste. Sie wurde deshalb durch die „Linie“ ersetzt. Die „Pariser Linie“ war als Längenmaß auch bei den Goldschmieden, Juwelieren und Optikern in sehr vielen Ländern üblich.
Beispiele:
- Die Bezeichnung: Kaliber 101⁄2‴ bedeutet einen Werkdurchmesser von 10,5 Linien (23,69 mm)
- In alten französischen oder Schweizer Taschenuhren findet man häufig Angaben wie: 15 r–19–28. Dies ist eine kodierte Information für: 15 Steine, Werkdurchmesser 19 Linien (42,86 mm), Werkhöhe 28 Douzièmes (5,26 mm).